# Josina Peixoto
Josina Vieira Peixoto (Maceió, 9 de agosto de 1857 — Rio de Janeiro, 5 de novembro de 1911) foi a esposa de Floriano Peixoto, o 2.º presidente do Brasil, e desempenhou o papel de primeira-dama do país durante o período de 1891 a 1894. Antes disso, ela havia sido a primeira segunda-dama do Brasil, exercendo a função de fevereiro de 1891 até a renúncia do marechal Deodoro da Fonseca, em novembro do mesmo ano.
Josina desempenhou um papel importante na consolidação do papel das primeiras-damas no Brasil, em um período marcado por intensas transformações políticas e sociais no início da República Velha. Como primeira-dama, ela esteve ao lado de Floriano durante um mandato desafiador, conhecido como o Consolidador da República, em um contexto de revoltas e instabilidade política. Sua presença contribuiu para a humanização da figura presidencial e para estabelecer precedentes para futuras primeiras-damas em suas funções sociais e representativas.

## Início da vida e família
Josina Vieira de Araújo, conhecida intimamente como Sinhá, nasceu em Maceió, capital do estado de Alagoas, em 9 de agosto de 1857. Era filha do coronel José Vieira de Araújo Peixoto e de sua segunda esposa, Thereza Josephina da Rosa. Josina cresceu em um ambiente familiar de destaque, sendo parte de uma tradicional família alagoana. Tinha quatro irmãos: Ana Vieira Peixoto, José de Sá Peixoto, Artur Vieira Peixoto e José Vieira de Araújo Peixoto.
Esse contexto familiar influenciou sua formação e contribuiu para sua posição como esposa do marechal Floriano Peixoto, com quem compartilhou um papel fundamental durante o período em que ele governou o Brasil. A trajetória de Josina ilustra a relevância das primeiras-damas em períodos de transição e consolidação política no país, especialmente no início da República Velha.

## Casamento e filhos
Josina e Floriano Peixoto tiveram uma ligação desde a infância, já que Floriano havia sido adotado como afilhado pelo pai de Josina, criando um vínculo familiar ainda mais forte entre eles. Em 11 de maio de 1872, Josina casou-se com seu primo-irmão, Floriano Vieira Peixoto, filho de seu tio paterno Manuel Vieira Peixoto. A cerimônia ocorreu no engenho de Itamaracá, próximo a Murici, em Alagoas.
O casal Peixoto teve uma prole numerosa, composta por oito filhos:
- Ana Peixoto, nascida em 1 de abril de 1874;
- José Peixoto, nascido em 4 de janeiro de 1876;
- Floriano Peixoto Filho, nascido em 29 de novembro de 1880;
- Maria Teresa Peixoto, nascida em 27 de dezembro de 1881;
- José Floriano Peixoto, nascido em 5 de agosto de 1885;
- Maria Amália Peixoto, nascida em 4 de setembro de 1887;
- Maria Josina Peixoto, nascida em 4 de abril de 1891;
- Maria Anunciada Peixoto, nascida em 3 de junho de 1893.

O nascimento de Maria Anunciada Peixoto teve um detalhe especial: ela veio ao mundo no Palácio do Itamaraty, que era, na época, a residência oficial do presidente do Brasil, marcando um momento importante para a família durante o mandato presidencial de Floriano Peixoto.

## Pós-presidência e morte
Um ano após o mandato de Floriano como presidente, Josina ficou viúva. Faleceu no Rio de Janeiro em 5 de novembro de 1911, aos 54 anos.